# Tekeres Sándor
Tekeres Sándor (Csíkménaság, 1921. június 1. – Budapest, 1977. július 11.) énekművész.

## Életpályája
Az 1940-es évek elején került Budapestre. 1945–1947 között a Liszt Ferenc Zeneművészeti Főiskola hallgatója volt, ahol Molnár Imre, majd két éven át az operaszakon Lendvai Andor oktatta. 1951–1963 között szólistája volt a Budapesti Operettszínháznak. 1963–1967 között a Magyar Néphadsereg Művészegyüttesének tagja volt. 1967-től a Néphadsereg Művészegyüttesének tagja volt. Az Országos Rendező Iroda által szervezett hangversenyeken énekelt népdalokat és magyar nótákat, melyekről hanglemezfelvételek készültek (Balatoni népdalok, Tiszavidéki dallamok, Két szál pünkösdrózsa stb.)
Sírja a Farkasréti temetőben volt (936-2-54).

## Színházi szerepei
A Színházi Adattárban regisztrált bemutatóinak száma: 24.
- Sárközy-Halász: Szelistyei asszonyok – Pálóczy
- Gárdonyi Géza: Egri csillagok – Tinódi Lantos Sebestyén
- Offenbach: Orfeusz – Apolló
- Kerekes János: Állami áruház – A kalauz
- Vincze Ottó: Boci-boci tarka – Vőfély
- Kovnyer: Álruhás kisasszony – Filát
- Kálmán Imre: Csárdáskirálynő – Báró
- Sós György: Pettyes – Cseh
- Kerekes János: Kard és szerelem – Trombitás
- Tóth Miklós: Köztünk maradjon – Szegedi
- Lajtai Lajos: Három tavasz – Méltóságos
- Hervé: Nebáncsvirág – Róbert
- Offenbach: Szép Heléna – Achilles
- Suppé: Boccaccio – Könyvárus
- Mándy Iván: Mélyvíz – Rokkant
- Molnár Ferenc: Az üvegcipő – Stettner úr
- Aszlányi-Karinthy: A hét pofon – Kovács
- Bágya András: Három napig szeretlek – Pincér
- Lehár Ferenc: Luxemburg grófja – Lord Winchester
- Fényes Szabolcs: Csintalan csillagok – Riporter
- Hidas Frigyes: Riviera – Második tűzoltó